# Sireuil (Dordogne)
Pour les articles homonymes, voir Sireuil.
Sireuil est une ancienne commune française située dans le département de la Dordogne, en région Nouvelle-Aquitaine. Commune associée à la commune des Eyzies-de-Tayac-Sireuil depuis 1973, elle disparait en 2019 à la création de la commune nouvelle des Eyzies.

## Géographie
En Périgord noir, dans le sud-est du département de la Dordogne, Sireuil forme la partie orientale de la commune des Eyzies-de-Tayac-Sireuil.
Le bourg avec son église romane occupe le sommet de la crête de l'interfluve au confluent des Grande et Petite Beune.
Sur la même crête, à 700 m à l'est, se trouve le hameau du Mas de Sireuil.

## Urbanisme

### Villages, hameaux et lieux-dits
Outre le bourg de Sireuil proprement dit, le territoire se compose d'autres villages ou hameaux, ainsi que de lieux-dits :
- la Balloterie
- la Benechie
- Bénivet
- Beyssac
- le Bos
- la Bruyère
- Cabrillac
- Commarque
- la Croze
- les Fargues
- la Gafferie
- le Gat
- la Genèbre
- la Gissonnie
- le Goulet
- la Gourenerie
- Grande Borgne
- les Granges
- les Grangettes
- Langlade
- Lasserre de l'Ougal
- Lasserre Perdissou
- Laval
- Malperier
- Marenal
- Mespoulet
- Moulin de Cazelle
- la Moutonnie
- Pechmemie
- la Petite Borie
- Roc de Cazelle
- Senessou
- la Taulado
- la Valade
- le Verdier
- Vieil Mouly.

## Toponymie
Le nom est attesté sous la forme ancienne Sirulh au XIIIe siècle.
L'origine du nom de Sireuil remonterait à un nom de personne gaulois Sirus auquel est apposé le suffixe gaulois -ialo qui signifie « champ, clairière »,.

## Histoire

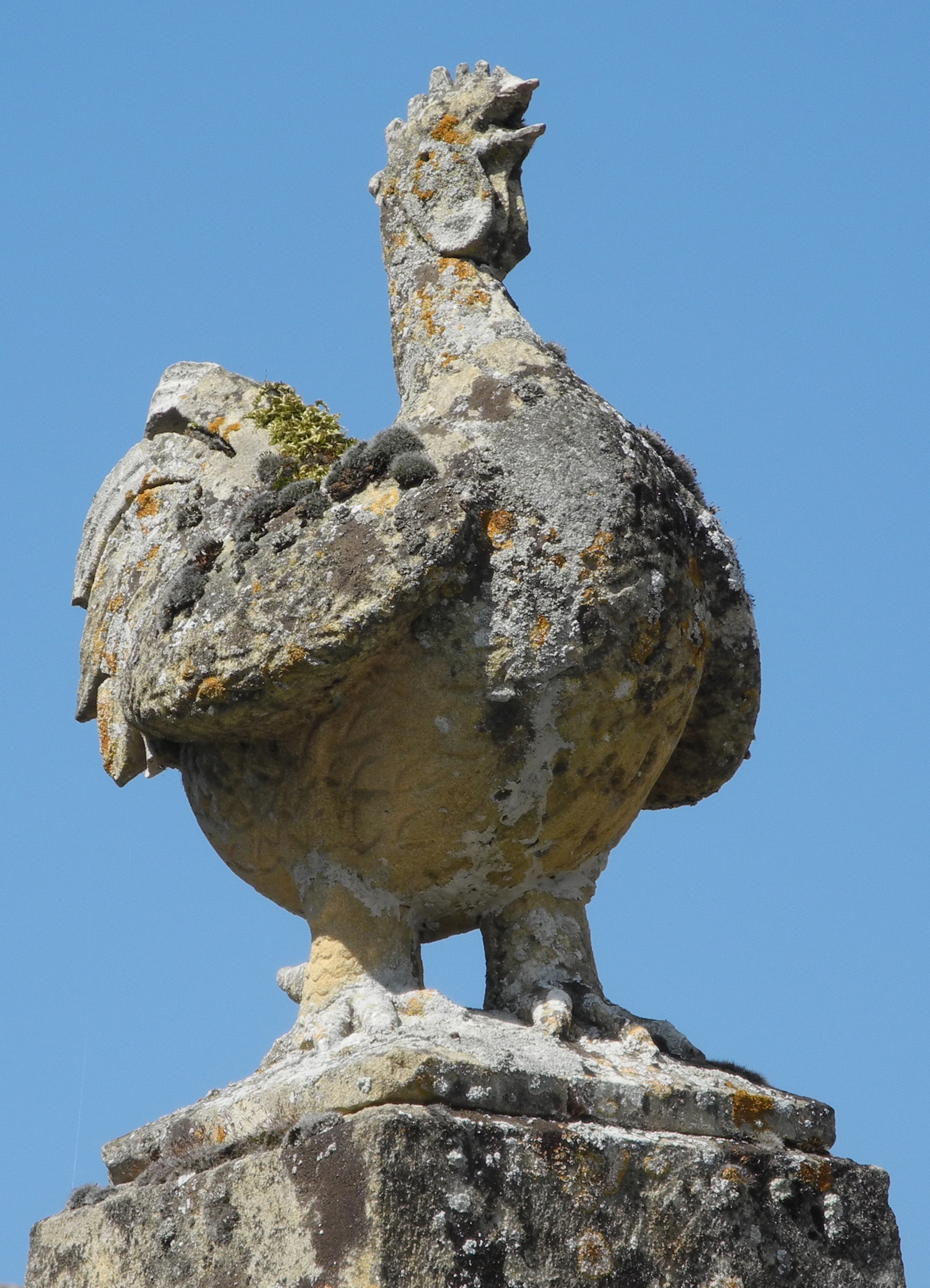
Le coq pacifique du village de Sireuil.

La grotte de Commarque a été occupée dès le Paléolithique supérieur.
Sireuil est une commune créée à la Révolution. Le territoire de cette ancienne commune se trouve au centre de remarquables antiquités préhistoriques dans les Beunes adjacentes, en 1900 on y a découvert la célèbre Vénus de Sireuil (91 mm) dont une figuration statuaire orne la place devant le village. Des grottes non ouvertes au public contiennent des gravures : grotte de Nancy, grotte sous Commarque.
Le village de Sireuil est le berceau de la famille de Sireuil. Dans une enquête du lieutenant du sénéchal du Périgord en 1520 faite à la demande des membres de cette famille, il est noté « qu'ilz ont une mayson noble fort ancienne audit lieu de Syreuilh, ou a une tourn fossoyée a tout le tourn par forteresse ont pareilhement leurs armes rellevées en pierre en lesglize dud. lieu de Syreuilh comme nobles ». Cependant les membres de la famille avaient abandonné le village de Sireuil pour s'établir à Siorac dont elle avait la co-seigneurie.
Le château médiéval de Commarque se trouve près de la limite est de la commune avec celle de Marquay.
Le statut de village (ou commune) est avéré par la présence d'un monument aux morts, remarquable par le fait que le coq juché au sommet de l'obélisque a été sculpté par le père d'un soldat de Sireuil disparu, qui voulait ainsi honorer son fils et ses camarades. Ce coq est réputé pour ne pas représenter un de ces volatiles fanfarons et vengeurs, mais un coq à l'allure pacifique et protectrice, si bien qu'il est souvent dénommé « la Clouque » (la mère poule).
Le 1er janvier 1973, elle entre en fusion-association avec celle des Eyzies-de-Tayac qui prend alors le nom de Les Eyzies-de-Tayac-Sireuil.
Le 1er janvier 2019, la commune associée est supprimée à la création de la commune nouvelle des Eyzies.

## Toponymie
Au XIIIe siècle, la première attestation du nom du lieu apparaît sous la forme Sirulh. Comme pour les lieudits homonymes, la racine est Sirus, un nom de personnage gaulois suivi du suffixe -ialo, que l'on retrouve souvent sous la forme -ulh ou -euil.

## Administration

### Rattachements administratifs
La commune de Sireuil a, dès 1790, été rattachée au canton de Marquay qui dépendait du district de Sarlat jusqu'en 1795, date de suppression des districts. Lorsque ce canton est supprimé par la loi du 8 pluviôse an IX (28 janvier 1801)  portant sur la « réduction du nombre de justices de paix », la commune est rattachée au canton de Saint-Cyprien dépendant de l'arrondissement de Sarlat (devenu l'arrondissement de Sarlat-la-Canéda en 1965).
Sireuil s'associe avec Les Eyzies-de-Tayac en 1973, cette dernière commune devenant alors Les Eyzies-de-Tayac-Sireuil.

### Liste des maires
| Période                                  | Période | Identité         | Étiquette | Qualité |
| ---------------------------------------- | ------- | ---------------- | --------- | ------- |
| Les données manquantes sont à compléter. |         |                  |           |         |
|                                          |         |                  |           |         |
| 1941 ou avant                            | 1947    | Ussel            |           |         |
| 1947                                     | 1971    | Gabriel Barrière |           |         |
| 1971                                     | 1972    | Maurice Dellac   |           |         |

| Période                                  | Période   | Identité           | Étiquette | Qualité |
| ---------------------------------------- | --------- | ------------------ | --------- | ------- |
| Les données manquantes sont à compléter. |           |                    |           |         |
| 1973                                     | 1977      | Maurice Dellac     |           |         |
| 1977                                     | 1992      | Yvon Garrigue      |           |         |
| 1992                                     | mars 2008 | Maurice Trémouille |           |         |
| mars 2008                                | En cours  | Jean-Pierre Laval  |           |         |

## Démographie
Le dernier dénombrement de population officiel de Sireuil est celui de l'année 2016, mis en ligne le 1er janvier 2019 par l'Insee. Il fait apparaître une population municipale de 160 habitants.
| 1793 | 1800 | 1806 | 1821 | 1831 | 1836 | 1841 | 1846 |
| ---- | ---- | ---- | ---- | ---- | ---- | ---- | ---- |
| 409  | 460  | 449  | 344  | 473  | 480  | 502  | 442  |

| 1851 | 1856 | 1861 | 1866 | 1872 | 1876 | 1881 | 1886 |
| ---- | ---- | ---- | ---- | ---- | ---- | ---- | ---- |
| 527  | 533  | 485  | 504  | 461  | 461  | 431  | 384  |

| 1891 | 1896 | 1901 | 1906 | 1911 | 1921 | 1926 | 1931 |
| ---- | ---- | ---- | ---- | ---- | ---- | ---- | ---- |
| 380  | 294  | 297  | 286  | 275  | 245  | 231  | 193  |

| 1936 | 1946 | 1954 | 1962 | 1968 | - | - | - |
| ---- | ---- | ---- | ---- | ---- | - | - | - |
| 194  | 196  | 163  | 133  | 127  | - | - | - |

## Lieux et monuments
- L'église Saint-Marcel de Sireuil du XIIe siècle, classée au titre des monuments historiques en 1974[8].